# Karel August Waldeck
Karl August Friedrich zu Waldeck-Pyrmont (* 24. září 1704 v Hanau; † 19. srpna 1763 v Arolsen) byl od roku 1728 do roku 1763 kníže z Waldeck-Pyrmont. Byl vysoce postaveným důstojníkem v několika evropských armádách. Během válek o rakouské dědictví byl nejvyšším velitelem nizozemské armády.

## Rodina
Jeho otec byl Friedrich Anton Ulrich (1676-1728) hrabě z Waldeck-Pyrmont a první kníže z Waldeck-Pyrmont. Matka byla Luise (1678-1753), hraběnka z Bischweiler. On sám se roku 1741 oženil s hraběnkou Christiane von Birkenfeld (1725-1816).
Z tohoto svazku vzešli následující děti:
- Karel Waldecko-Pyrmontský (1742–1756)
- Fridrich Karel August Waldecko-Pyrmontský (1743–1812)
- Kristián August Waldecko-Pyrmontský (1744–1798), pozdější polní maršál armády Portugalska
- Jiří I. Waldecko-Pyrmontský (1747–1813) ⚭ 1784 Augusta Schwarzbursko-Sonderhausenská (1768–1849)
- Karolína Waldecko-Pyrmontská (1748–1782) ⚭ 1765 Petr Biron (1724–1800)
- Luisa Waldecko-Pyrmontská (1751–1816) ⚭ 1775 Fridrich August Nasavský (1738–1816)
- Ludvík Waldecko-Pyrmontský (1752–1793), později generálmajor holandské kavalérie.[2]

## Život
Od počátku byl předurčen pro vojenskou kariéru. Nejdříve působil u francouzského pluku a roku 1725 vstoupil do pruských služeb. Vojenskou službu občas opouštěl a podnikal cesty, mimo jiné také do Itálie. Jeho rodina byla nadšená z antiky a sbírali umělecké památky. Po smrti otce a staršího bratra Christiana Philippa se stal knížetem z Waldecku.
Ve válce o polské následnictví od 1733 do 1738 sloužil jako císařský generál-polní strážmistr. Sloužil pod Evženem Savojským v polním tažení roku 1735 u Rýna. V roce 1736 se zúčastnil polního tažení do Uher. V následujících letech se účastnil válek proti Turkům. Roku 1737 byl raněn při obléhání pevnosti Rissa a roku 1739 u Krozky.
V roce 1742 byl Karel August Friedrich jmenován generálem nizozemské armády. I zde se vyznamenal v mnohých bitvách. Nizozemská armáda byla pod jeho velením poražena v bitvách u Fontenoy, Roucoux a u Lauffeldtu. Byl nahrazen z vnitropolitických důvodů Vilémem IV. Oranžským.
Roku 1746 byl jmenován císařským polním maršálem.
Vnitropoliticky se pokoušel snížit co nejvíce zadlužení Waldecku. S manželkou nechal vybudovalt zámek Arolsen v rokokovém stylu.
Během sedmileté války trpělo území Waldecku bitvami a průchody vojsk.